# Строганова, Анна Михайловна
Графиня А́нна Миха́йловна Стро́ганова (урождённая Воронцо́ва; 13 апреля 1743 — 21 февраля 1769) — фрейлина, единственная дочь и наследница канцлера графа М. И. Воронцова, жена графа А. С. Строганова.

## Биография

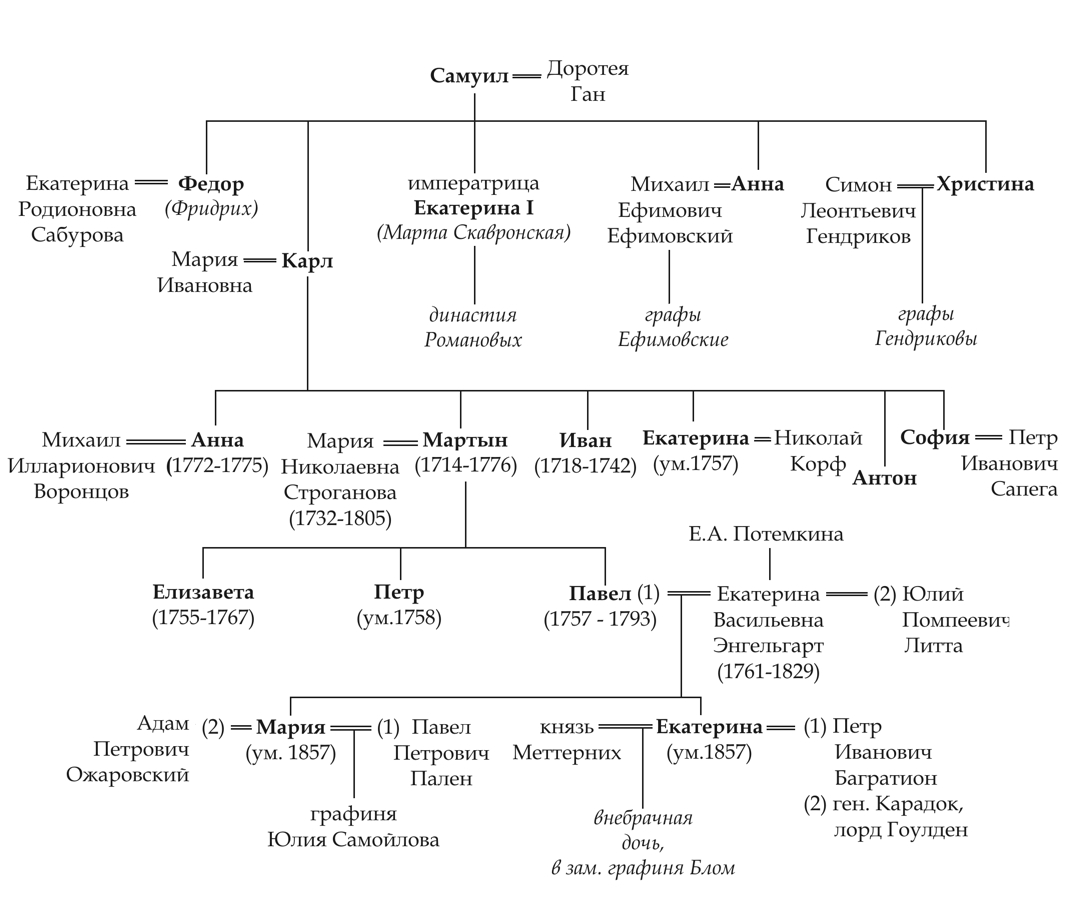

Анна Михайловна родилась 13 апреля 1743 года в семье канцлера Михаила Илларионовича Воронцова и Анны Карловны Скавронской, двоюродной сестры императрицы Елизаветы Петровны, была крестницей Государыни и Великого князя Петра Фёдоровича.
Анна Михайловна была единственным балованным ребёнком в семье Воронцовых, её брат и две сестры умерли в младенчестве. Анну все любили и заботливо воспитывали вместе с ровесницей — кузиной, графиней Екатериной Романовной Воронцовой, столь известной впоследствии княгиней Дашковой. Воспитание, которое они обе получили в дом вице-канцлера, было «чисто Французское», но, по понятиям того времени — блестящее: говорили на четырёх языках, хорошо танцевали, умели рисовать, обладали изысканными и любезными манерами.
Уступая своей «ученой» кузине в уме, графиня Анна Михайловна совершенно затмевала её своей красотой, особенной симпатичностью нежного лица и мягкостью характера. 
 25 апреля 1754 года она была пожалована во фрейлины.

## Замужество

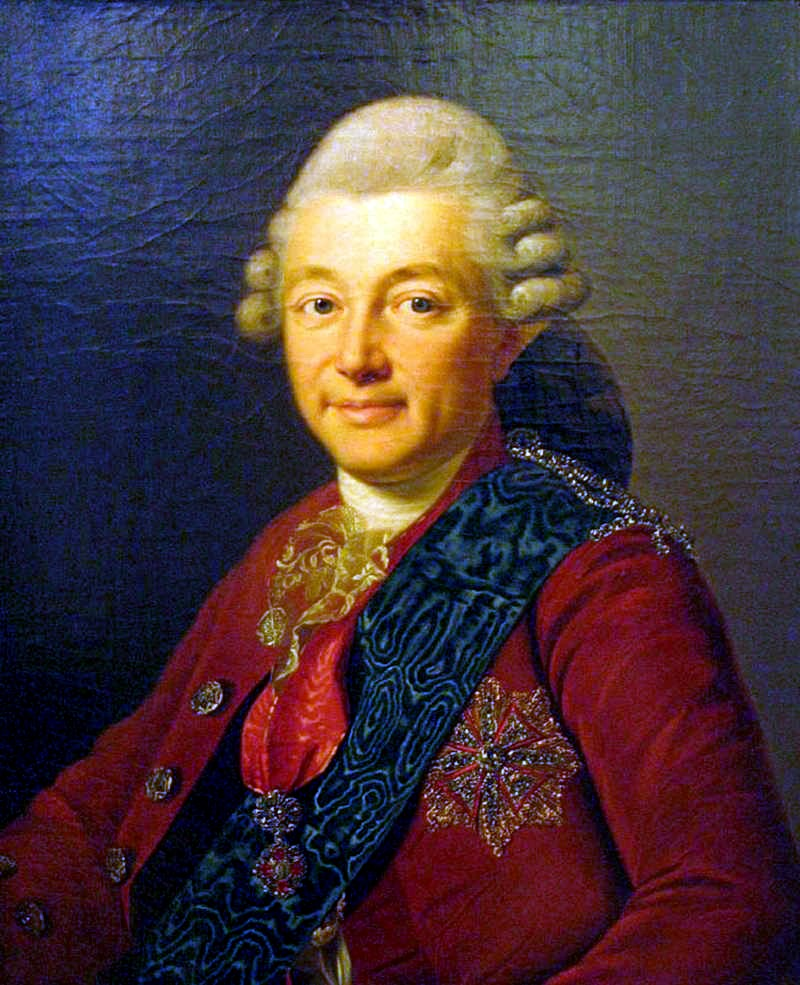
Граф А. С. Строганов. Художник А. Рослин

Императрица Елизавета Петровна сама позаботилась об устройстве судьбы своей крестницы. Вместе с бароном С. Г. Строгановым, Императрица решила выдать 14-летнию Анну Воронцову за сына первого, 24-летнего Александра Сергеевича Строганова, который находился за границей. Барон С. Г. Строганов с нетерпением ждал возвращения сына после четырёх лет разлуки, чтобы ускорить его возвращение на родину, он прекратил высылку денег ему в Париж. Судьба решила иначе: 30 сентября 1756 года барон Сергей Григорьевич внезапно скончался от удара.

Известие о кончине отца Александр Сергеевич получил на обратном пути, в Голландии, и, находя, что возвращение потеряло уже значение, ходатайствовал, через графа Ивана Ивановича Шувалова, у императрицы Елизаветы о разрешении остаться ещё за границей для окончания наук, но получил в ответ приказание немедленно вернуться в Россию и 23 июля 1757 года прибыл в Петербург. Тотчас по возвращении Строганова, императрица Елизавета Петровна и Воронцовы возбудили вопрос о его женитьбе на Анне Михайловне. Александр Сергеевич не противился этому браку, молодая красавица графиня ему понравилась. Он писал, 7 августа 1757 года дяде своему, Николаю Григорьевичу Строганову, жившему в Москве:
По моему мнению, партия так хороша, что лучше и желать нельзя. При том я ласкаю себя тем, что мое избрание и вам может быть угодно.

Обряд обручения состоялся 20 сентября 1757 года, а свадьба — 18 февраля 1758 года, с большой торжественностью, в присутствии самой Государыни. Почти одновременно замуж вышли ещё две фрейлины императрицы: Мария Воронцова и Мария Закревская.
По поводу этих трёх свадьб держали при дворе пари гетман граф Кирилл Разумовский и датский посланник граф Остен, кто из троих новобрачных будет раньше всех рогоносцем, и оказалось, что выиграли те, кто держал за Строганова, молодая супруга которого казалась тогда самой некрасивой, самой невинной и наиболее ребёнком.
В день свадьбы Строганов получил звание действительного камер-юнкера.
В 1760 году Строганов вместе с женой был командирован в Вену для зачтения приветствия венскому двору по случаю бракосочетания эрцгерцога Иосифа. В 1761 году Александр Сергеевич получил там титул графа Священной Римской империи благодаря покровительству знатного и влиятельного тестя.

По возвращении в Россию Строгановы вели светский образ жизни. Анна Михайловна блистала на балах. Легкомысленная красавица, по словам сэра Макартнея, была:
… Очаровательнейшей женщиной своего времени и украшением двора Петра III.
Граф Никита Иванович Панин в то время был от Анны Михайловны без ума. Завистники говорили, что она была женой кого угодно, но только не своего мужа.

## Последние годы жизни

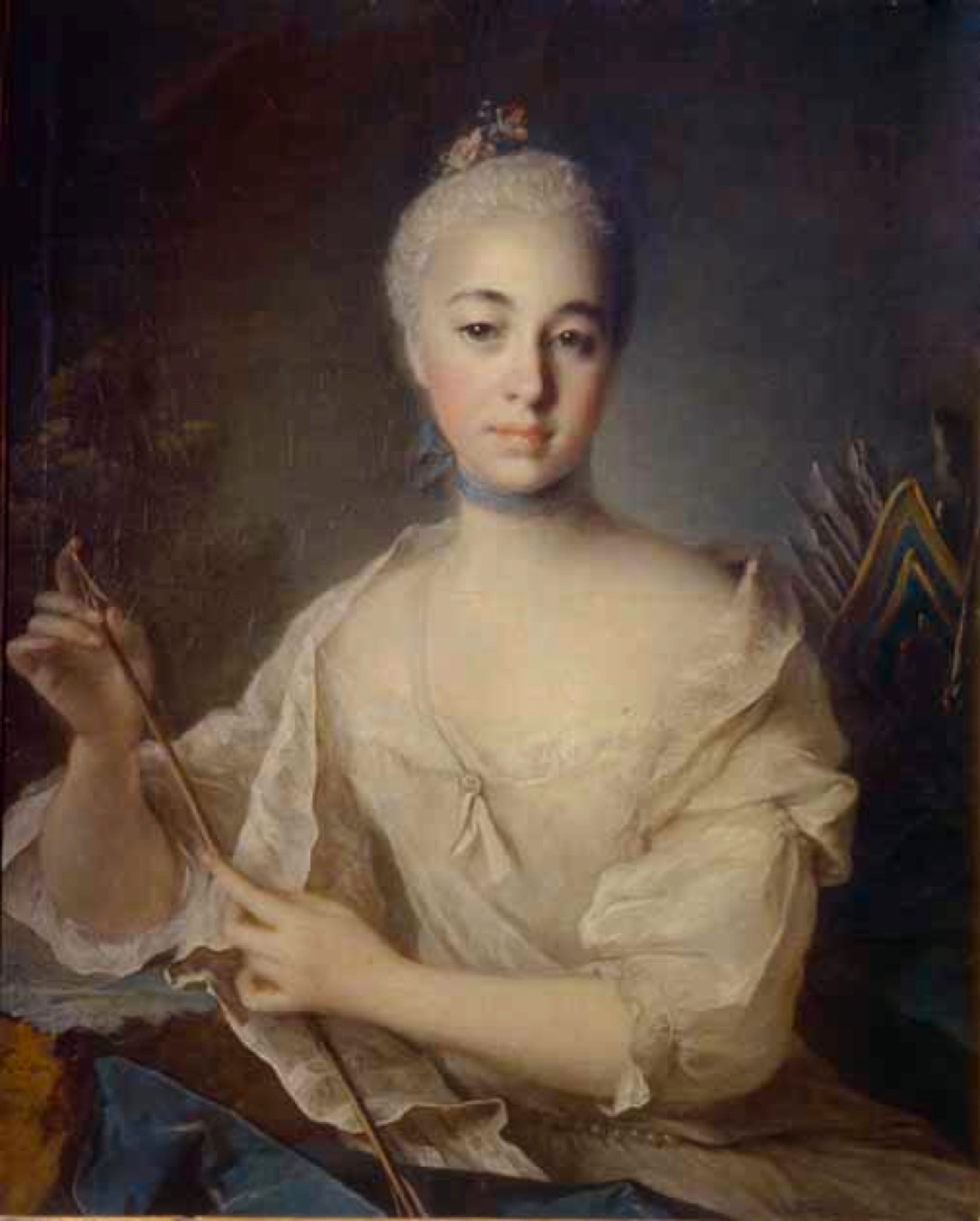
Анна в образе богини Дианы
Художник Л. И. Токке, 1758 год

Первое время супруги Строгановы жили счастливо, но скоро политические события (низвержение Петра III) резко повлияли на их семейную жизнь. Анна Михайловна, как и её отец, была сторонницей павшего императора, в то время как Строганов А. С. оказался в числе приверженцев Екатерины II. Между супругами началась рознь, затем перешедшая в открытую вражду: явились взаимные обвинения, жалобы, огласились скандальные анекдоты, стали говорить, что муж поколачивает жену, у обоих возникла мысль о разводе.
В ноябре 1764 года Строгановы окончательно разъехались; графиня Aнна Михайловна возвратилась в родительский дом и стала именовать себя по-прежнему Воронцовой; в одном из писем к дяде она называла себя: «Воронцова, бывшая по несчастью Строганова».

Дело тянулось 5 лет, Екатерина II, ссылаясь на родство с Скавронскими, уклонилась от решения дела о разводе, и оно было передано духовному суду. Упоминая о намерении Александра Сергеевича развестись со своей женой, Семён Романович Воронцов писал своему отцу, графу Роману Иларионовичу:
Я крайне опасался, зная его легкомыслие, чтобы не переменил своего мнения о разводе, чем бы Анна Михайловна на век опять несчастной сделалась.
Семейный разлад Строгановых разрешился только в 1769 году неожиданной смертью Анны Михайловны, отравленной, как полагали современники, князем Петром Трубецким, отцом второй жены Александра Сергеевича, красавицы Екатерины Петровны, в которую Строганов в это время влюбился.

Жизнь Анны Михайловны была весьма печальна. Политика расстроила её семейное счастье. По отзывам современников, она была добра и была любима всеми ближними за её кроткий нрав. Графиня П. А. Брюс писала брату П. А. Румянцеву:
…Батюшка братец! Я теперь в доме Анны Карловны. Сегодня Анна Михайловна Строгонова умерла; жалость неописанная; её кончина была скоропостижна. Пожалуй, голубчик, не покинь Семена Романовича я знаю, что её смерть очень его тронет; ради Бога, не покинь его. Прощай голубчик, мы не можем опомниться от этой потери…
Графиня Анна Михайловна умерла в Петербурге 21 февраля 1769 года и была погребена на Лазаревском кладбище Александро-Невской лавры.

На её памятнике находится следующая эпитафия:
В недрах Авраамлих почившей графини Анны Михайловны Строгановой, урожденной графини Воронцовой, благонравия, любви и почтения к родителям наполненной, скончавшейся в цветущей младости на 27 году возраста своего, скоропостижно, не оставя по себе потомства. Несчастная мать, вдова графиня Анна Воронцова, неутешно оплакивая такую кончину, положила лета от Р. X. 1769, февраля 21 дня.